# Солунтах
Солунтах (якут. Солунтах) — крупное озеро на севере Якутии, в Аллаиховском улусе, Россия. Расположено на севере Яно-Индигирской низменности, к северу от озера Туоран-Кюёль. Площадь поверхности 131 км². Площадь водосборного бассейна — 1930 км². Через озеро протекает река Кюёль-Юрях. Находится на высоте 3 м над уровнем моря. Берега низкие, пологие, местами заболоченные, покрытые тундровой растительностью. Северный берег обрывистый. Несколько небольших островов в северо-восточной части водоёма. Озеро замерзает с середины сентября, вскрывается в начале июня.

## Фауна
На озере гнездятся белолобый гусь и гуменник. Исследования также подтвердили, что Солунтах — одно из вероятных мест обитания стерха, вида, находящегося под угрозой исчезновения.
Озеро Солунтах богато рыбой.